# هاتف الجنابي
هاتف جنابي (مواليد 1952) هو شاعر ومترجم ومؤلف عراقي. ولد في مدينة النجف ودرس اللغة العربية وآدابها في جامعة بغداد، ثم انتقل إلى وارسو عاصمة بولندا في عام 1976 ليكمل دراسته العليا فيها، حصل على الماجستير في اللغة والأدب البولندي وحصل على الدكتوراه في الدراما من جامعة وارسو، وهو حالياً يدرّس اللغة العربية وآدابها في جامعة وارسو، كما عمل بالتدريس في الجزائر جامعة تيزي وزو وفي الولايات المتحدة فيجامعة إنديانا، نشر عدة مجموعات شعرية، وترجمت أعماله إلى العديد من اللغات منها البولندية والإنجليزية والفرنسية والألمانية والإسبانية والروسية.
يُعتبر أحد المترجمين الرئيسيين للأدب البولندي، حيث ترجم العديد منه إلى اللغة العربية. وقام بترجمة كتب بعض أهم الكتاب البولنديين، ومن بينهم آدم ميتسكيفيتش، تشيسلاف ميلوش، فيسوافا شيمبورسكا، زبيغنيو هربرت، آدم زاغاييفسكي، تاديوش روجيفيتش، ستانيسواف غروتشوفياك، إدوارد ستاتشورا، رافاي ووجاتشك، وإدوارد ستاتشورا، ريشارد كابوشينسكي، لشك كولاكفسكي.